# Barão de Colaço e Macnamara
Barão de Colaço e Macnamara foi um título criado em 1879 pelo rei D. Luís I de Portugal a favor de José Daniel Colaço, 1.º barão de Colaço e Macnamara, cônsul-geral de Portugal em Tânger.
Usaram o título as seguintes pessoas:
1. José Daniel Colaço, 1.º barão de Colaço e Macnamara.